# اسئن
اسئن (به اسپانیایی: Asín) یک دهستان در اسپانیا است که در استان ساراگوسا واقع شده‌است. اسئن ۱۸ کیلومتر مربع مساحت و ۱۰۶ نفر جمعیت دارد.